# البرتو ویتوریا
البرتو ویتوریا (انگلیسی: Alberto Vitoria; ۱۱ ژانویهٔ ۱۹۵۶ – ۲۶ آوریل ۲۰۱۰) بازیکن فوتبال اهل اسپانیا بود.
از باشگاه‌هایی که در آن بازی کرده‌است می‌توان به باشگاه فوتبال رایو وایکانو، باشگاه فوتبال رئال مادرید، باشگاه فوتبال رئال مادرید کاستیا، و باشگاه فوتبال گرانادا اشاره کرد.
وی همچنین در تیم‌های ملی فوتبال زیر ۱۸ سال اسپانیا، زیر ۲۱ سال اسپانیا، و Spain national amateur football team بازی کرده‌است.